# Alberto Lucchese
Alberto Lucchese, auch Alberto Luchese oder Johann Albrecht Luchese, (* 16. Jahrhundert in Pambio; † nach 1600 in Melide) war ein Tessiner Baumeister der Renaissance.

## Leben
Alberto Lucchese war einer der drei Söhne des Baumeisters Giovanni (Hans) Luchese († 1581) aus einer Steinmetzfamilie in Pambio (heute Teil von Lugano, Tessin) und dessen Frau Dominika Aostalli aus Prag. Wie seine Brüder kam er in Pambio zur Welt. Sein Bruder Adamo († 1583) war auch als Steinmetz tätig.
1564 arbeitete Alberto Lucchese als Werkmeister am Schloss Ambras. Später war am Kirchenbau in Hall beteiligt. In den Jahren 1577 bis 1579 war er laut den Protokollen des Günzburger Magistrats in der Stadt zur Überwachung der Bauarbeiten am Schloss ansässig. Der Hauskauf wurde ihm allerdings nur unter der Maßgabe gestattet, die Stadt nach Vollendung seines Werkes wieder zu verlassen, was auch geschah.
Am 28. Januar 1581 wurde Alberto Lucchese Innsbrucker Hofbaumeister im Dienst des Erzherzogs Ferdinand II. von Tirol. Damit trat er die Nachfolge seines Vaters an, der diese Position seit 1569 innegehabt hatte. Er schuf unter anderem 1582 das Ballspielhaus (Dogana) im Hofgarten in Innsbruck. 1595 legte er Pläne zum Umbau der Brixener Hofburg vor. Im Jahr 1600 legte er das Amt des Hofbaumeisters nieder.
Sein Sohn Bartlme (auch Bartolomeo; † 1622) wurde ebenfalls Innsbrucker Hofbaumeister und Architekt. Sein Sohn Franz (auch Francesco; ca. 1580–1629) wird 1613 als Hofmaler in Innsbruck erwähnt.

## Werke (Auswahl)

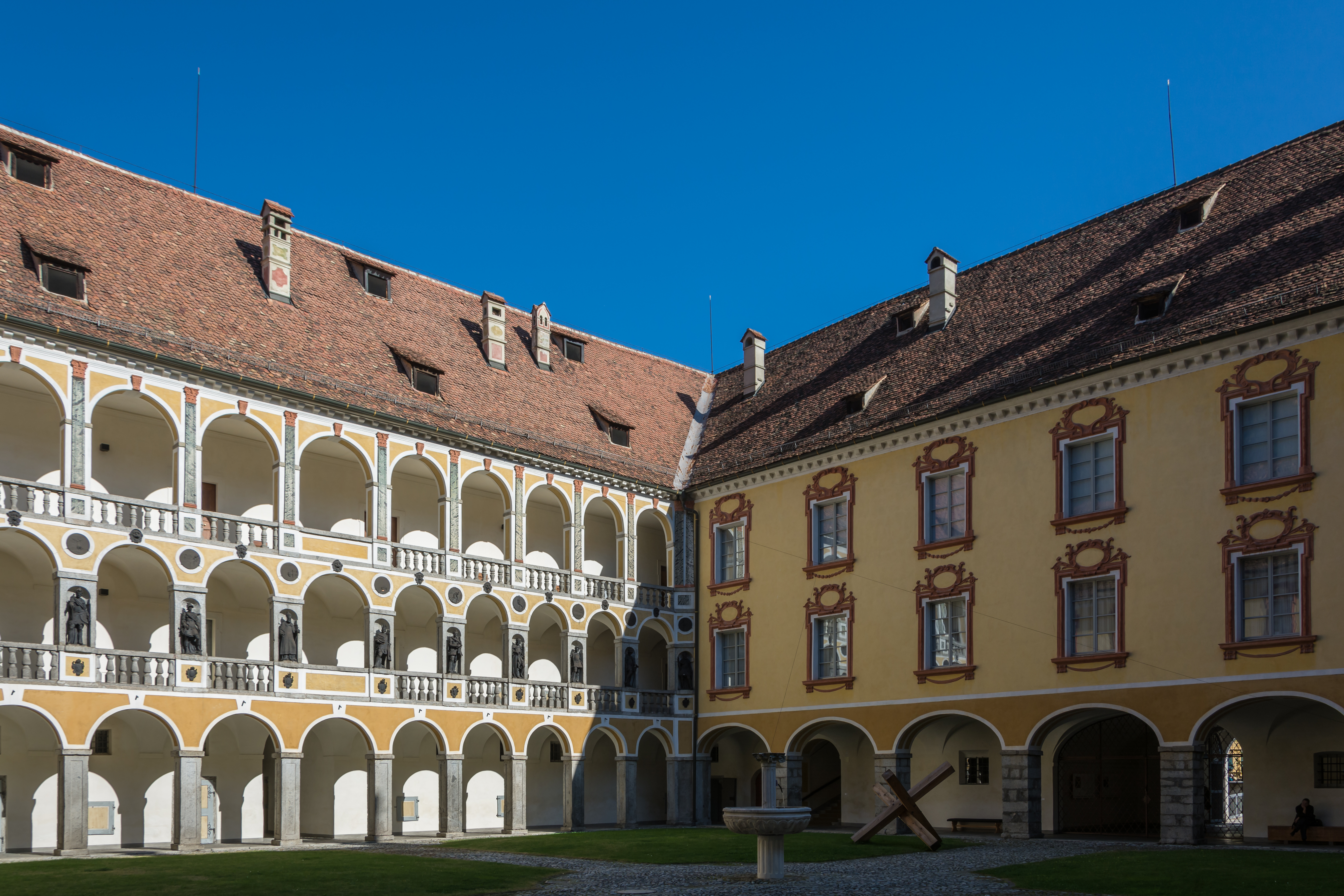
Arkadenhof der Brixner Hofburg

- ab 1564 Schloss Ambras[4] in Innsbruck
- 1569–1570 Haller Damenstift in Hall in Tirol
- 1575–1585 Schloss Rotholz in Strass im Zillertal
- 1577–1580 Schloss und Hofkirche  in Günzburg[5]
- 1582 Ballspielhaus (Dogana) im Hofgarten in Innsbruck
- 1588 Waffenkammer im Schloss Ambras
- 1589/91 Arbeiten am Schloss der Grafen Fugger in Oberkirchberg
- ab 1595 Hofburg in Brixen
- Santa Maria Assunta bei Pambio